# دنيس إف. طومسون
دنيس إف. طومسون (بالإنجليزية: Dennis Frank Thompson)‏ هو عالم سياسة أمريكي، ولد في 12 مايو 1940.